# Ерещенко, Николай Ефимович
Николай Ефимович Ерещенко (1924—2009) — майор запаса Советской Армии ВС Союза ССР, генерал-майор Вооружённых Сил Украины, участник Великой Отечественной войны, Герой Советского Союза (1945).

## Биография
Николай Ерещенко родился 20 октября 1924 года в селе Семёновка (ныне — Калачеевский район Воронежской области). Получил неполное среднее образование, после чего работал экспедитором мясокомбината. В феврале 1942 года Ерещенко был призван на службу в РККА. С мая 1943 года — на фронтах Великой Отечественной войны. Принимал участие в боях на Воронежском, 1-м и 3-м Украинских фронтах. Принимал участие в битве на Курской дуге, освобождении Украинской и Молдавской ССР, Румынии, Болгарии, Югославии, Венгрии и Австрии. Два раза был ранен. К ноябрю 1944 года гвардии старшина Николай Ерещенко был старшиной роты 214-го гвардейского стрелкового полка 72-й гвардейской стрелковой дивизии 57-й армии 3-го Украинского фронта. Отличился во время освобождения Югославии.
14 ноября 1944 года Ерещенко во главе группы из 12 бойцов переправился через Дунай в районе населённого пункта Батина в 20 километрах к северо-западу от Сомбора. Группа захватила плацдарм и удержала его до подхода основных сил, отразив восемь немецких контратак. Ерещенко в тех боях лично уничтожил 20 солдат и офицеров противника.
Указом Президиума Верховного Совета СССР от 24 марта 1945 года за «образцовое выполнение боевых заданий командования на фронте борьбы с немецкими захватчиками и проявленные при этом мужество и героизм» гвардии старшина Николай Ерещенко был удостоен высокого звания Героя Советского Союза с вручением ордена Ленина и медали «Золотая Звезда» за номером 5431.
В 1947 году Ерещенко окончил Полтавское танко-техническое училище. В том же году он в звании лейтенант был уволен в запас. Проживал и работал в Кировограде. В 1965 году окончил Московский автодорожный институт. Занимался общественной деятельностью, неоднократно избирался депутатом Кировоградского облсовета, в течение двадцати лет возглавлял Кировоградский областной совет ветеранов. 
Умер 5 апреля 2009 года, похоронен в Пантеоне Вечной Славы Кировограда (ныне — Кропивницкий).
Почётный гражданин Кировограда. Был также награждён орденами Октябрьской Революции, Отечественной войны I степени, «Знак Почёта», Славы 3 степени, украинскими орденами Богдана Хмельницкого 2 и 3 степеней, рядом медалей.